# Polityka historyczna
Polityka historyczna (niem. Geschichtspolitik) lub polityka pamięci – kształtowanie świadomości historycznej oraz wzmocnienie publicznego dyskursu o przeszłości.

## Geneza pojęcia
Polityka historyczna wynika z potrzeby mitologizacji przeszłości w celu tworzenia dziedzictwa kulturowego danego narodu. Pojęcie polityki historycznej wywodzi się z Niemiec, gdzie pojawiło się w latach 1980. i zajmowało się wpływem historii na politykę tego kraju. Wraz z początkiem lat 1990. debata publiczna na temat wydarzeń z historii zaczęła mieć coraz większe znaczenie: 
Wraz ze zjednoczeniem Niemiec stary podział na zachodnioniemiecką i wschodnioniemiecką politykę historyczną stracił rację bytu (…) w kontekście niemieckim pojęcie to nie ma – w przeciwieństwie do dyskursu politycznego polskiego – konotacji konserwatywnych.

## Narzędzia polityki historycznej
Narzędziami polityki historycznej są finansowane przez państwo: badania naukowe, edukacja i wychowanie, instytucje wyspecjalizowane (jak muzea, izby pamięci, instytuty lub centra), organizacja czasu (kalendarz świąt państwowych), topografia pamięci, wykorzystanie mediów masowych i wymiar sprawiedliwości, szczególnie podczas tranzycji politycznej, etykietowanie bohaterów oraz wykorzystywanie  narratorów o odmiennym autorytecie (np. naukowców i świadków wydarzeń) w artykułach historycznych.
Polityka historyczna wpływa na naturę i nazwy pomników i muzeów, ulic, placów, miast i całych krajów, patronów placówek oświatowych i innych instytucji publicznych, osoby odznaczone orderami i medalami za zasługi, instytucje świadomości historycznej wspólnoty, a także wspierane przez państwo i samorządy badania naukowe, działania kulturalne i edukacyjno-wychowawcze.

## Zagadnienie polityki historycznej w Polsce
Także po okresie PRL, kiedy to wdrażano stosowną historiografię, pojęcie polityki historycznej niejednokrotnie wzbudza w Polsce negatywne oceny. Politykę historyczną oskarża się bowiem o manipulację i wybiórcze traktowanie faktów historycznych.
Od 1999 roku funkcjonuje Instytut Pamięci Narodowej, oraz Ministerstwo Kultury i Dziedzictwa Narodowego, zaś od 2020 Instytut Dziedzictwa Myśli Narodowej im. Romana Dmowskiego i Ignacego Jana Paderewskiego, których celem jest między innymi „realizacja polityki pamięci w zakresie historii i dziedzictwa Polski”.
Definicje polskiej polityki historycznej często uwzględniają ideologię:
1. „Posługiwanie się przez demokratyczne (ale nie tylko) społeczeństwa własnymi interpretacjami wydarzeń z przeszłości do osiągania m.in. bieżących celów politycznych”[9].
2. „Świadome działanie klasy politycznej mające na celu kształtowanie zakresu i charakteru zbiorowej pamięci historycznej”[10].
3. „Interpretacja tożsamości wspólnoty politycznej – w jej toku obywatele podejmują decyzje co do tego, jakie tradycje chcą kontynuować, a jakich nie”[11].
4. Wzmocnienie publicznego dyskursu o przeszłości poprzez różne formy instytucjonalizacji (instytucje centralne, państwowe, lokalne – samorządowe oraz regionalne)[12].

W 2015 roku ogłoszono rozpoczęcie prac nad Strategią Polskiej Polityki Historycznej, a prezydent RP Andrzej Duda stwierdził, że „prowadzenie polityki historycznej to jedno z najważniejszych działań prezydenta”.

## Polityka historyczna na świecie

### Gwatemala

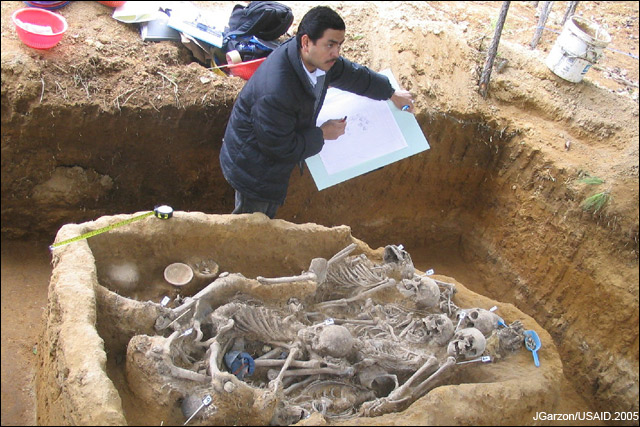
Ekshumacja ofiar in San Juan Compalapa, Chimaltenango w 2005, w ramach polityki historycznej

Uchwalono tam ustawę i wdrożono projekt z Komisją Gwatemalskiego Oświecenia Historycznego (hiszp. Comisión para el Esclarecimiento Histórico de Guatemala), która chroni pamięć masakr w latach 1960-1996, gdy zamordowano około 200 000 osób a zaginęło 45 000 osób.
Równolegle w 1995 roku rozpoczęto wspierany przez KRK niezależny Projekt Odzyskiwania Pamięci Historycznej (REMHI, hiszp. Recuperación de la Memoria Histórica), który zgromadził prawie 6000 zeznań o okrucieństwach popełnionych podczas ponad trzech dekad wojny domowej.
Dwa dni po ogłoszeniu w kwietniu 1998 roku raportu REMHI o takim odzyskaniu narodowej pamięci historycznej: "Nigdy więcej w Gwatemali!" (hiszp. Guatemala: Nunca Más!) o ofiarach tej wojny domowej, w którym w 80 procentach zbrodnie te przypisano Armii Gwatemalskiej i nazywając ją też holokaustem (hiszp. Holocausto silencioso),  jej współautor biskup Juan José Gerardi Conedera został zaatakowany w garażu i pobity na śmierć przez trzech oficerów Armii Gwatemalskiej.

### Rosja
Zakaz Rehabilitacji Nazizmu to rosyjska ustawa o pamięci historycznej z 2014 roku, znana również jako Prawo Jarowej, od nazwiska rosyjskiej polityk Iriny Anatolijewnej Jarowej (Ири́на Анато́льевна Ярова́я), która odegrała kluczową rolę w jej uchwaleniu.

### Turcja
Artykuł 301 tureckiego kodeksu karnego zakazuje obrażania Turcji, narodu tureckiego, tureckich instytucji rządowych lub tureckich bohaterów narodowych, takich jak Mustafa Kemal Atatürk.

### Węgry
Po 1989 roku Węgrzy też stworzyli własną historiografię o zbiorowym cierpieniu podczas i po II wojnie światowej. Od lat 2000. w wielu węgierskich wsiach na Zakarpaciu znajdują się pomniki ofiar powojennych represji, często przerobione z tryumfalnych pomników postawionych w okresie Węgierskiej Republiki Ludowej (1949–1989).